# محدوده ابری
محدوده ابری فیلمی به نویسندگی و کارگردانی روح‌الله سهرابی، محصول سال ۸۹–۱۳۸۸ است.

## خلاصه داستان
این فیلم به سرنوشت انسانها در سه فصل می‌پردازد:

قصه اول: پیرمردی به هنگام رفتن به مطب دکتر گم می‌شود.

قصه دوم: دو دوست برای شکار و تفریح به کوه می‌روند.

قصه سوم: زن و شوهری برای دیدن دریا به ساحل می‌روند.

## شرکت در جشنواره
- ایران: بیست و نهمین دوره جشنواره فیلم فجر (۱۳۸۹)
- تایلند: جشنواره فیلم بانکوک (۲۰۱۰)
- هندوستان: جشنواره بین‌المللی فیلم هند (۲۰۱۰)
- ژاپن: جشنواره بین‌المللی فیلم توکیو (۲۰۱۱)